# Chámeza
Chámeza – miasto w Kolumbii, w departamencie Casanare.